# Stadt + Grün
Stadt+Grün ist eine deutschsprachige Fachzeitschrift für Landschafts- und Freiraumplanung sowie das Presseorgan der Ständigen Konferenz der Gartenamtsleiter beim Deutschen Städtetag.
Die Fachzeitschrift wurde 1952 unter dem Titel Das Gartenamt begründet und 1996 in Stadt+Grün umbenannt. Die Beiträge richten sich vor allem an Verwaltungen, die mit der Planung und Pflege öffentlicher Freiräume betraut sind, und an Universitäten sowie Fachhochschulen, die Landschafts- und Freiraumplaner ausbilden.
Das weitgefasste Themenspektrum ist um die Schwerpunkte Grüngestaltung und -pflege, Recht und Verwaltung sowie Gartendenkmalpflege, Professionsgeschichte, Ausbildung und Berufsbiografien gelagert.
Die monatlich erscheinende Zeitschrift wird vom Patzer Verlag (Berlin, Hannover) herausgegeben. Die Printausgabe wird ergänzt durch das Supplement Pro Baum als Fachzeitschrift für Pflanzung, Pflege und Erhaltung (ebenfalls Supplement der Monatszeitschrift Neue Landschaft) und durch die Online-Ausgabe von Stadt+Grün.
Für die Schriftleitung ist seit der Gründung der Zeitschrift jeweils ein leitender Redakteur zuständig.
| Redakteur/in    | Zeitraum  |
| --------------- | --------- |
| Robert Zander   | 1952–1964 |
| Dieter Hennebo  | 1964–2001 |
| Ursula Kellner  | 2001–2011 |
| Mechthild Klett | Seit 2011 |